# Akemi Roppongi
Akemi Roppongi (六本木 朱美?, Roppongi Akemi) è un personaggio inventato nella serie manga e anime Maison Ikkoku - Cara dolce Kyoko, della mangaka Rumiko Takahashi. È doppiata in lingua giapponese da Yūko Mita, mentre in italiano prima da Daniela Caroli ed in seguito da Ludovica Marineo.

## Il personaggio
Akemi Roppongi è l'inquilina che abita nella stanza numero 6 della Maison Ikkoku, e lavora a breve distanza in uno snack bar chiamato Cha-Cha Maru, dove gli inquilini si riuniscono per bere quando non sono nella stanza di Yūsaku Godai.
Dotata di una folta chioma rossa, Akemi ha la fama di essere una donna dalla dubbia morale, anche per via dell'abbigliamento e dell'atteggiamento che la donna ha all'interno dell'Ikkoku-kan. Di solito è nota per oziare mentre gironzola nella pensione, solitamente indossando solo un baby-doll e slip. Come se non bastasse, Akemi ha il vizio di provocare Godai per puro divertimento, anche se in alcune occasioni si è lasciato intendere che Akemi apprezzerebbe avere un uomo come Godai. Addirittura in un episodio Akemi è la causa scatenante di una profonda crisi fra Godai e Kyoko.
Akemi è tendenzialmente sexy, mondana e molto calma. È una forte bevitrice di alcolici non solo durante il servizio, ma anche fuori dal lavoro. Sia nel manga che nell'anime ci sono spesso scene in cui fuma sigarette. Non si fa problemi a mostrare il suo corpo e può non preoccuparsi di quello che gli altri pensano di lei. Le piace bere con Ichinose e Yotsuya, ma quando si tratta di prendersela con Godai è probabilmente la meno dura con lui. Di solito lo tenta solo con il suo corpo solo per prenderlo a schiaffi se la fissa troppo a lungo. Di solito decide di farlo quando Kyoko è in giro per l'effetto aggiuntivo di farle pensare che Godai non sia altro che un pervertito studente di college. È generalmente distaccata sia da Yūsaku che da Kyoko, ma non disdegna di unirsi al signor Yotsuya nel tormentare Yusaku. Akemi mostrerà spesso un palese interesse per Shun Mitaka quando è in giro, anche se lei è pienamente consapevole del suo interesse per Kyoko. Anche se può sembrare sciatta, fredda e sicura di sé, è una donna piuttosto sensibile e ha un lato premuroso nei confronti di Kyoko e Godai.
È nota per lasciare che alcuni clienti maschi del bar le offrono troppi drink e spesso torna a casa dal lavoro ubriaca. Poiché fa il turno di notte al Cha-Cha Maru e passa il resto della notte a bere, Akemi ha sempre un'espressione assonnata sul viso. 
La sua vera età rimane sconosciuta, ma nel film si afferma che sembra una trentenne, il che fa arrabbiare molto Akemi. Inoltre, nel primo episodio della serie anime, quando vede Kyōko per la prima volta, osserva che è più giovane di lei, il che implica che a inizio serie ha poco più di vent'anni. Alla fine della serie, finisce per sposare il suo capo, conosciuto solo come "Master", e vive con lui al secondo piano della Cha-Cha Maru.
Oltre alla sua occupazione di cameriera presso il Cha Cha Maru, non si sa molto della vita di Akemi. In un episodio viene svelato che la donna aveva un fidanzato, che però le ha spezzato il cuore. Akemi in quell'occasione meditò addirittura di suicidarsi. Un'altra volta una delusione d'amore l'ha lasciata ubriaca in un albergo ad ore, facendo accorrere Godai per recuperarla. Di fatto, pur avendo forme da far invidiare a molte donne, Akemi non ha molta fortuna con gli uomini. Soltanto negli ultimissimi episodi della serie Akemi riceverà una proposta di matrimonio dal suo datore di lavoro al Cha-Cha Maru, l'unico personaggio che ha sempre avuto tanta confidenza da chiamarla Akemi-chan. Akemi accetterà la proposta e lascerà la Maison Ikkoku per sposarsi.

## Il nome
Roppongi è un quartiere di Minato. Il primo dei kanji con i quali viene composta la parola Roppongi (六本木) è l'ideogramma Roku (六), che significa "6". Nella Maison Ikkoku, Akemi occupa proprio l'appartamento numero sei.